# Elizabeth Carter
Elizabeth Carter (Deal, 16 dicembre 1717 – Londra, 19 febbraio 1806) è stata una poetessa, scrittrice e traduttrice inglese.
Come membro del Circolo delle Blue Stockings creatosi intorno a Elizabeth Montagu, si guadagnò il rispetto dei suoi contemporanei per la prima traduzione inglese delle Diatribe di Epitteto. Pubblicò anche poesie e traduzioni dal francese e dall'italiano, e intrattenne una fitta corrispondenza. Tra le sue numerose ed eminenti amiche vi erano Elizabeth Montagu, Hannah More, Hester Chapone e altri membri del Blue Stocking. Tra le sue amiche intime vi erano anche Anne Hunter, poetessa e socialite, e Mary Delany. Strinse amicizia con Samuel Johnson, per cui curò alcune edizioni del periodico The Rambler.

## Biografia

### Giovinezza e istruzione
Nata a Deal, nel Kent, il 16 dicembre 1717, Elizabeth Carter era la figlia maggiore del reverendo Nicolas Carter, curato perpetuo di Deal, e della sua prima moglie, Margaret Swayne, unica figlia ed erede di John Swayne di Bere Regis, nel Dorset. Sua madre morì quando Elizabeth aveva dieci anni. La sua casa di famiglia in mattoni rossi si trova ancora all'incrocio tra South Street e Middle Street, vicino al lungomare.
Nicolas Carter stesso si impegnò a istruire i suoi numerosi figli nelle lingue latina e greca. La figlia maggiore era così lenta nel comprendere le lezioni che egli quasi disperava di riuscire a farla diventare una studiosa, e avrebbe rinunciato se non fosse stato per la risoluta perseveranza della bambina, che lottava incessantemente contro tutti gli ostacoli. Fin dalla più tenera età, la maggiore ambizione di Elizabeth fu quella di essere brava e istruita, obiettivo che perseguì con costanza per tutta la vita. Non riuscì mai ad acquisire la grammatica in termini teorici, ma avendo raggiunto una grande padronanza delle lingue greca e latina - soprattutto del greco - ne dedusse i principi dalla letteratura. Il padre le insegnò anche l'ebraico. Per aiutarla ad apprendere il francese, il padre la mandò a vivere per un anno presso la famiglia di Monsieur Le Seur, un ministro rifugiato a Canterbury, dove imparò a capirlo e a parlarlo correntemente. In seguito si applicò all'italiano, allo spagnolo, al tedesco e al portoghese e, molto tardi, imparò l'arabo sufficientemente da poterlo leggere senza dizionario.
Essendo per natura volitiva e decisa a rimanere sveglia il più a lungo possibile per dedicarsi ai suoi studi, ricorse all'uso del tabacco da fiuto, senza mai abbandonare l'abitudine in seguito. L'eccessivo impegno nello studio e la mancanza di sonno le procurarono forti mal di testa, a cui rimase soggetta per tutta la vita. I suoi gusti letterari si formarono sui migliori modelli disponibili, e le sue abitudini e i suoi modi raffinati si svilupparono grazie a una precoce introduzione nell'alta società.
Studiò attentamente l'astronomia e la geografia della storia antica. Imparò a suonare la spinetta e il flauto traverso e in gioventù si appassionò alla danza. Disegnava abbastanza bene, conosceva l'economia domestica, amava il giardinaggio e la coltivazione dei fiori e occupava le ore di svago o di socialità con il cucito. Nella speranza di contrastare i cattivi effetti del troppo studio, faceva abitualmente lunghe passeggiate e partecipava a feste mondane.

#### Amicizie
Elizabeth Robinson, nata nel 1720, era la figlia maggiore di Matthew Robinson, secondo barone Rokeby, che aveva sposato l'ereditiera dei Drake di Horton, vicino a Hythe. Aveva lì trascorso gran parte della sua infanzia e fu presto attratta dalla simpatia e dalle affinità con una vicina di casa, Elizabeth Carter. Ne nacque una stretta amicizia che durò fino alla fine delle loro lunghe vite. Nel 1742, Elizabeth Robinson sposò Edward Montagu, nipote Edward Montagu, II conte di Sandwich; in seguito Elizabeth Carter le avrebbe fatto spesso visita nella sua residenza di campagna a Sandleford e nella sua casa di Londra.
Nel 1741 fece conoscenza con Catherine Talbot e svilupparono una stretta amicizia, apprezzando le facoltà, le virtù e la pietà l'una dell'altra. Grazie a Catherine Talbot e sua madre, entrò in contatto con Thomas Secker, presso cui soggiornarono. Egli era allora vescovo di Oxford e divenne arcivescovo di Canterbury nel 1758.

### Carriera

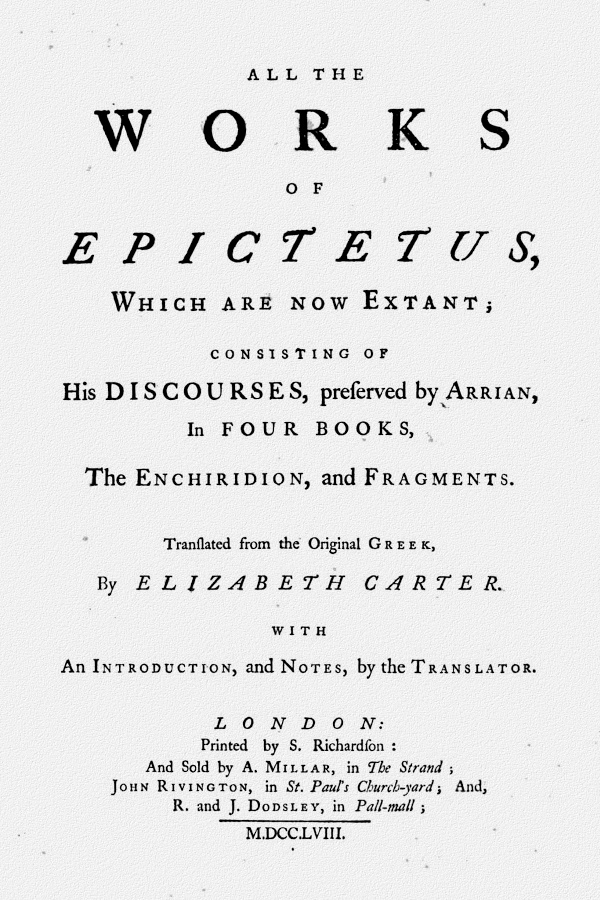
Frontespizio di All the Works of Epictetus, Which are Now Extant (1758), la prima traduzione completa in inglese delle opere di Epitteto a opera di Elizabeth Carter.

I primi tentativi di composizione letteraria di Elizabeth Carter furono in versi. Suo padre era amico dell'editore Edward Cave, nel cui quarto volume di The Gentleman's Magazine Elizabeth pubblicò alcuni brani con lo pseudonimo di Eliza, quando aveva solo 16 anni. Visitando occasionalmente Londra con il padre, fu presentata da Cave a molti letterati, tra cui Samuel Johnson, subito dopo il suo primo insediamento nella capitale nel 1737. Tra Elizabeth e il dottor Johnson nacque una sincera amicizia e per lui la scrittrice curò alcuni numeri di The Rambler negli anni cinquanta del Settecento. Egli scrisse di lei in seguito: «La mia vecchia amica Mrs. Carter sapeva fare un budino così come tradurre Epitteto dal greco... e ricamare un fazzoletto come comporre delle poesie» e ancora, riferendosi a un celebrato studioso di lettere classiche «capiva il greco meglio di chiunque altro avesse mai conosciuto, tranne Elizabeth Carter».
Nel 1738 pubblicò una raccolta anonima delle sue poesie, comprese quelle precedentemente stampate in The Gentleman's Magazine. Nello stesso anno il padre cominciò a discutere con Elizabeth a proposito di matrimonio e di nuovo ritornò sull'argomento qualche anno dopo, ma lei decise di restare nubile, desiderosa della propria indipendenza. Adottò in ogni caso l'appellativo delle donne sposate Mrs. ("signora"), come ancora era comune nella generazione precedente anche per le donne adulte nubili. Elizabeth Carter tradusse in inglese l'Examen de l'essai de Monsieur Pope sur l'homme di Jean Pierre de Crouzas con il titolo Examination of Mr Pope's "An Essay on Man" (due volumi, 1739), e ancora il Newtonianismo per le dame di Francesco Algarotti.
Il romanziere Samuel Richardson incluse la poesia di Carter Ode to Wisdom nel testo del suo romanzo Clarissa (1748), ma senza attribuirgliela. In seguito fu pubblicata con la giusta indicazione dell'autrice su  The Gentleman's Magazine ed Elizabeth ricevette le scuse di Richardson.
All'inizio de 1749, iniziò la traduzione delle opere di Epitteto, sottoponendola foglio per foglio alla revisione di Thomas Secker. Terminò la traduzione delle Diatribe nel dicembre 1752, ma su suggerimento di Secker aggiunse l'Enchiridion e i Frammenti, con un'introduzione e delle note. Le sottoscrizioni ottenute da Secker e da altri amici ricchi e influenti le permisero di pubblicare l'opera nel 1758 con il titolo All the Works of Epictetus, Which are Now Extant. La sua traduzione di Epitteto, la prima traduzione inglese delle opere conosciute del filosofo stoico greco, assicurò la sua posizione nel pantheon delle scrittrici del XVIII secolo e le fruttò un guadagno netto di 1.000 sterline. La traduzione passò attraverso tre edizioni e ha mantenuto un'alta reputazione nella letteratura standard. Mentre era occupata con la prima edizione alla stampa, preparò il fratello minore per l'ammissione all'Università di Cambridge.

#### Stile e temi

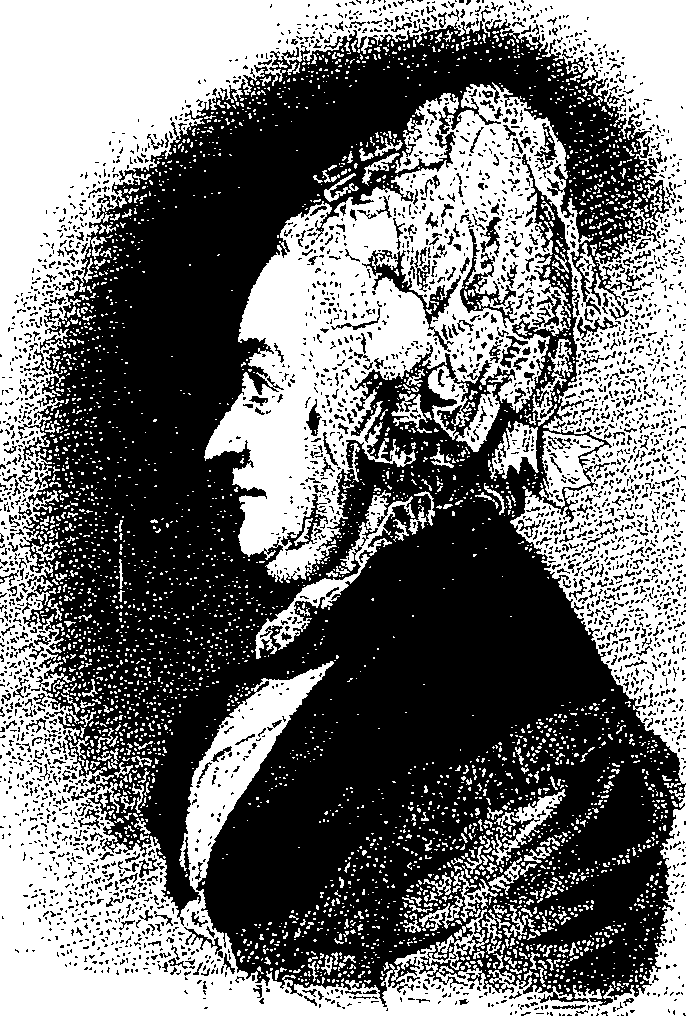
Ritratto inciso di Elizabeth Carter tratto da Poems on several occasions. The fourth edition. By Mrs. Elizabeth Carter (1777).

La critica ottocentesca ritenne che il pensiero di Elizabeth Carter, solido e completo e piuttosto colto non poteva produrre nulla di negativo, ma mancava delle caratteristiche del vero poeta: originalità attiva, potere di concezione e di formazione di nuovi concetti. Le sue poesie dimostravano una regolarità matematica e una successione ben graduata di pensieri.
Jane Williams, la prima biografa di Elizabeth Carter, pubblicò un'ampia selezione della sua trentennale corrispondenza con Talbot e di quella con Mrs. Agmondesham Vesey nel periodo 1763-1787 in due volumi in quarto. Le lettere di Carter si distinguevano per il linguaggio corretto, perspicace e appropriato, la solidità di giudizio, la moderazione di spirito, la profonda sincerità e la pervasiva pietà. La sua allegria traspariva dai suoi sentimenti e dalle sue opinioni e da occasionali espressioni di vivace allegria, in cui c'era però sempre qualcosa di goffo, forzato ed esagerato.
Elizabeth Carter mantenne sempre un interesse per le questioni religiose. Fu influenzata da Hester Chapone e scrisse apologie della fede cristiana, affermando l'autorità della Bibbia sulle questioni umane. Una di queste, Objections against the New Testament with Mrs Carter's Answers to them (Obiezioni contro il Nuovo Testamento e risposte della signora Carter), apparve nella compilazione Memoirs of the Life of Mrs Elizabeth Carter (Memorie della vita della signora Elizabeth Carter) di Montagu Pennington, che includeva anche le sue Notes on the Bible and the Answers to Objections concerning the Christian Religion (Note sulla Bibbia e le risposte alle obiezioni riguardanti la religione cristiana). La sua profonda fede in Dio appare anche nelle poesie, come In Diem Natalem e Thoughts at Midnight (nota anche come A Night Piece).
Su suggerimento di William Pulteney, I conte di Bath, che apprezzava la sua conversazione e i suoi scritti, Carter pubblicò un altro volume di poesie nel 1762, al quale George Lyttelton, I barone Lyttelton, contribuì con un'introduzione poetica.
Nell'agosto del 1768 morì l'amico arcivescovo Secker, così come la sua amica Miss Sutton nel novembre del 1769 e la sua migliore amica Catherine Talbot nel 1770. Nello stesso anno, Elizabeth Carter curò e pubblicò un volume di scritti di Talbot intitolato Reflections on the Seven Days of the Week (Riflessioni sui sette giorni della settimana), e successivamente due volumi dei suoi Essays and Poems (Saggi e poesie).

#### Accoglienza
Nella sua carriera Elizabeth Carter non incontrò ostacoli e critiche da parte dei suoi contemporanei; i suoi dubbi e tentennamenti restarono limitati ai suoi scritti privati. Le sue traduzioni furono approvate e i suoi versi applauditi da personalità di spicco, come Edmund Burke, il dottor Johnson, Richard Savage e Jean-Philippe Baratier, e si ritrovò a essere corteggiata da molti membri della società colta. A Deal fu ripetutamente onorata dalle visite di vari membri della famiglia reale. La regina, da tempo abituata a chiedere la sua opinione sui libri attraverso le sue dame di corte, nel 1791 la invitò a recarsi a Cremorne House, dove, in qualità di traduttrice di Epitteto, fu presentata formalmente e ricevuta con il massimo favore.

#### Le nove muse viventi della Gran Bretagna

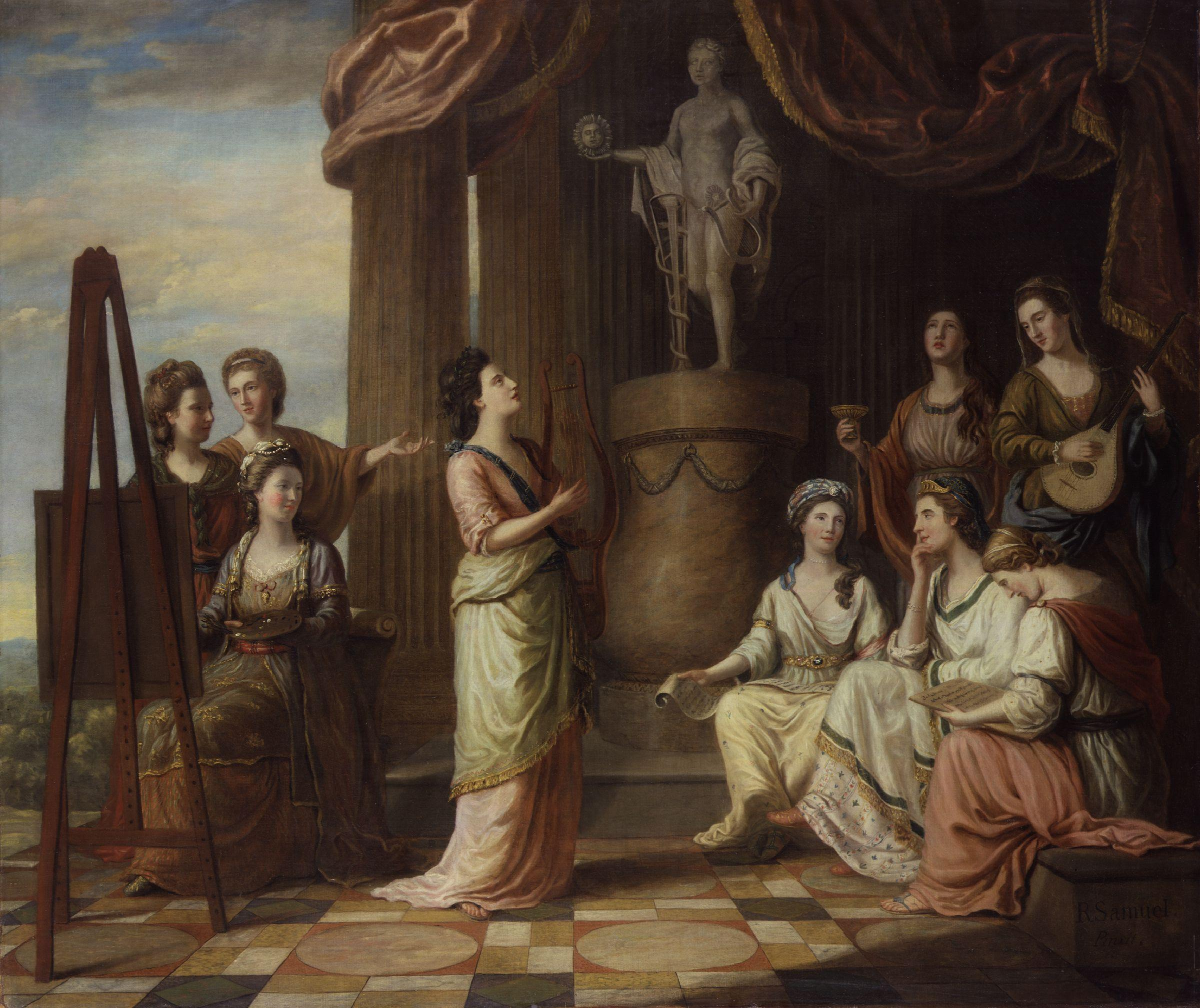
Richard Samuel, Le nove muse viventi della Gran Bretagna, 1778, National Portrait Gallery, Londra. Elizabeth Carter è la prima donna in piedi da sinistra.

Elizabeth Carter apparve nella versione incisa (1777) e poi in quella dipinta (1778) de Le nove muse viventi della Gran Bretagna (1779) di Richard Samuel, ma le figure erano così idealizzate che si lamentò di non riuscire a riconoscere se stessa né nessun altra delle sue amiche nell'opera. In effetti, Samuel non aveva fatto alcuna seduta dal vero durante la preparazione del dipinto. Le descrizioni sull'aspetto di Elizabeth Carter da parte dei suoi contemporanei sono contrastanti. Nella Vita di Samuel Johnson (1791) scritta da James Boswell viene riportata una descrizione della scrittrice fatta nel 1780 dalla collega Fanny Burney: «[Elizabeth Carter] era una donna dall'aspetto davvero nobile; non ho mai visto qualcuno invecchiare così graziosamente nel sesso femminile; il suo intero volto sembra risplendere di bontà, pietà e filantropia». Tuttavia, una descrizione di cinque anni dopo fatta da Betsy Sheridan, sorella del commediografo Richard Brinsley Sheridan, la vuole «piuttosto grassa e di aspetto non molto notevole».

### Vita privata e altre attività
Nel 1763, Elizabeth Carter accompagnò il conte di Bath, Edward Montagu ed Elizabeth Montagu in un tour continentale. Attraversarono la Manica fino a Calais, visitarono Spa e passarono lungo il Reno; dopo aver visitato Bruxelles, Gand, Bruges e Dunkerque, tornarono a Calais per raggiungere Dover, dopo un'assenza di quasi quattro mesi dal suolo britannico. Nell'estate del 1764, Lord Bath morì e, non avendo fatto alcuna menzione di Elizabeth Carter nel suo testamento, l'ultimo erede dei suoi beni, Sir William Johnson Pulteney, le versò spontaneamente una rendita di 100 sterline, che poco dopo aumentò a 150. Quest'ultimo le chiese di accompagnare sua figlia a Parigi nel 1782, ma Elizabeth tornò a casa dopo soli sedici giorni e limitò i suoi viaggi successivi al suolo britannico.
Dopo la morte della seconda moglie del padre e la partenza di tutti i suoi fratelli, ormai sistemati con le rispettive famiglie, Elizabeth Carter comprò una casa a Deal nel 1762. Il padre ne affittò una parte, mentre lei si occupava delle spese di manutenzione dell'intera proprietà. Avevano biblioteche separate e trascorrevano le ore di studio separati, incontrandosi ai pasti e trascorrendo le serate insieme per periodi di sei mesi. L'altra metà dell'anno, Elizabeth la trascorreva di solito a Londra o in visita agli amici nelle loro case di campagna.
Morto suo padre nel 1774, le toccò una piccola eredità. Nel 1775, Edward Montagu morì e sua moglie Elizabeth ereditò una grande proprietà. Tra i suoi primi atti ci fu quello di lasciare in eredità alla sua amica Mrs. Carter una rendita di 100 sterline. Mrs. Underwood, una parente dei Carter, lasciò poi in eredità a Elizabeth una rendita di 40 sterline, mentre Mrs. Talbot, morendo nel 1783, le lasciò un lascito di 200 sterline. Grazie dunque al circolo di amicizie costruitosi intorno alla sua fama letteraria, Elizabeth Carter si procurò inaspettatamente una rendita sicura per le sue esigenze e necessità.
Elizabeth Carter restò per lo più lontana dal dibattito politico britannico, ma aderì alla Society for Effecting the Abolition of the Slave Trade, creata a Londra nel 1787.

### Ultimi anni e morte

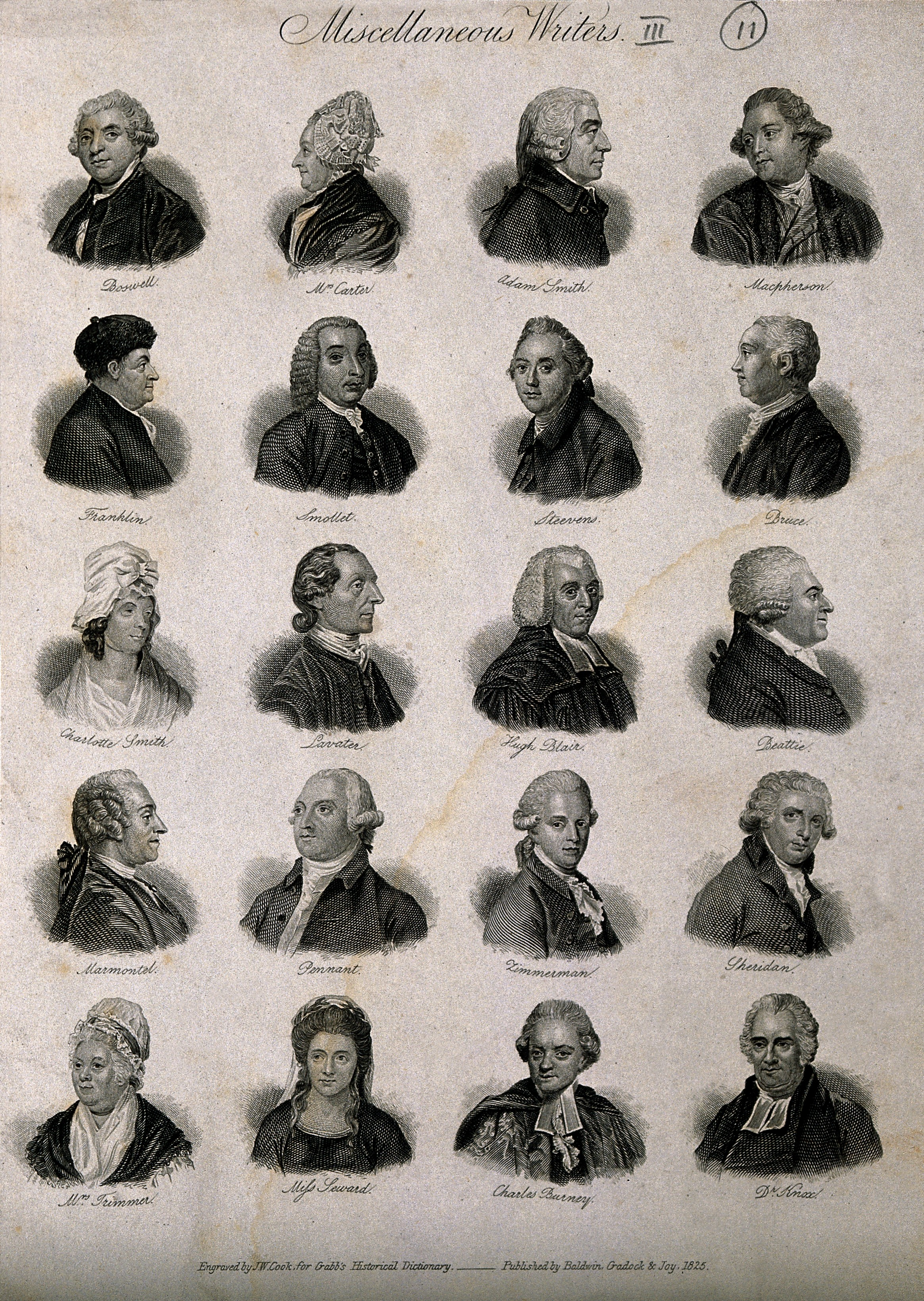
Scrittori inglesi del Settecento, stampa incisa da J.W. Cook, 1825. Elizabeth Carter è la seconda da sinistra nella prima fila in alto.

Nel 1796 Elizabeth Carter ebbe una malattia grave, dalla quale non si riprese mai completamente. Tuttavia, continuò ad impegnarsi per visitare i poveri e per creare e mantenere istituzioni caritatevoli. Nel 1800, la sua fedele amica, Mrs. Montagu, morì all'età di 80 anni. La loro corrispondenza del 1755-1799 fu pubblicata dopo la morte di Elizabeth da suo nipote, Mr. Pennington.
Come molti altri membri del Circolo delle Blue Stockings, Elizabeth Carter visse a lungo. La crescente sordità ridusse tuttavia le sue capacità di conversazione. Il 19 febbraio 1806, dopo un lungo periodo di crescente debolezza, morì nel suo appartamento di Clarges Street, a Londra.

## Influenza ed eredità
Elizabeth Gaskell, scrittrice del XIX secolo, si riferisce a Elizabeth Carter come a un modello epistolare, citandola nel suo romanzo Cranford, in cui il suo stilo e quello di Hester Chapone, un altro membro delle Blue Stockings, sono usati come termini di paragone. Virginia Woolf la vedeva come un'anticipatrice del femminismo e incitò a «rendere omaggio alla robusta ombra di Eliza Carter - la valorosa vecchia che legava una campana al suo letto per potersi svegliare presto e imparare il greco».